# Teatro Sérgio Cardoso
O Teatro Sérgio Cardoso é um teatro brasileiro fundado em 1980 na rua Rui Barbosa, em São Paulo.

## História
O teatro leva o nome do ator Sérgio Cardoso, e comemorou 30 anos de existência em 2010. Nele já foram apresentada peças de diversos diretores, como Paulo Goulart e Sérgio Cardoso.
Possui duas salas de espetáculos: a sala Sérgio Cardoso e a sala Paschoal Carlos Magno. A primeira é voltada a espetáculos nacionais e internacionais variados. A segunda é voltado a apresentação de grupos não muito conhecidos do público, servindo como um espaço de experimentação teatral. Possui boa infra-estrutura, salas de ensaio, camarins. Foi reformado pelo Governo Mário Covas.
Desde 2004, o teatro passou para da administração da APAA – Associação Paulista dos Amigos da Arte.

## Crítica
Em 28 de setembro de 2014, foi publicado na Folha de S.Paulo o resultado da avaliação feita pela equipe do jornal ao visitar os sessenta maiores teatros da cidade de São Paulo. O local foi premiado com três estrelas, uma nota "regular", com o consenso: "O teatro costuma receber espetáculos a preços baixos —uma das maiores qualidades do local. Os três andares do prédio são conectados por escadas e por elevadores, que facilitam o acesso a deficientes. Os lugares reservados aos cadeirantes, no entanto, poderiam ser mais privilegiados: ficam no fundo da sala, muito longe do palco. Outro ponto fraco são as poltronas, bastante desconfortáveis."